# Nőtincs SE
A Nőtincs Sport Egyesület egy  Nógrád vármegyei labdarúgóklub. Székhelye Nőtincsen található.

## Sikerek
Nógrád megyei labdarúgó-bajnokság (első osztály)
- Ezüstérmes: 2010-11, 2014-15
- Bronzérmes: 2013-14

Nógrád megyei labdarúgó-bajnokság (másodosztály)
- Bajnok: 2009-10  2016-17

Nógrád megyei labdarúgó-bajnokság (harmadosztály)
- Bajnok: 2003-04, 2008-09
- Ezüstérmes: 1999-00

Nógrád megyei kupa
- Győztes: 2013-14

Magyar Kupa szereplés
Magyar Kupa országos tábla 1.kör: Nőtincs SE –Szakoly SE (Szabolcs-Szatmár megye 1. oszt.) 5-1 
Magyar Kupa országos tábla 2.kör: Sajóbábony VSE(BAZ megye 1. oszt) – Nőtincs SE  2-1